# Nekrolog 1. Quartal 1991
Nekrolog
◄◄
| ◄
| 1987
| 1988
| 1989
| 1990
| 1991 | 1992 | 1993 | 1994 | 1995 | ► | ►►
1. Quartal |
2. Quartal |
3. Quartal |
4. Quartal 1991
Weitere Ereignisse | Allgemeiner Nekrolog 1991
Die Beschreibung der verstorbenen Person sollte so kurz wie möglich gehalten sein und nur deren signifikante Tätigkeit(en) enthalten.
Neue Namen ggf. auch unter dem Geburts- und Sterbedatum, also etwa unter 1. Januar und im Geburts- und Sterbejahr (2024) eintragen (nur bei entsprechender großer Wichtigkeit). Für Beispiele siehe die schon vorhandenen Artikel.
Außerdem über die fünf zuletzt Verstorbenen, zu denen es einen ausreichend guten Artikel für eine Präsentation auf der Hauptseite gibt, nach der todesbedingten Überarbeitung der Artikel ggf. auch unter Wikipedia Diskussion:Hauptseite informieren und sie am besten auch in den anderen Wikipedia-Sprachversionen eintragen. Tipp: Regelmäßig bei news.google.de nach „ist tot“, „gestorben“ oder „verstorben“ suchen.
Wenn eine Person gestorben ist, gibt es viele Seiten zu dieser Person in der Wikipedia, die davon auch betroffen sind und entsprechend aktualisiert werden müssen. Beispiele: Namenübersichtsseite, Geburtsjahr, Geburtsort-Seiten und viele mehr.
Wie finde ich die betroffenen Seiten?
Im Suchfeld auf der linken Seite gibt man den Suchbegriff so ein: „Vorname Nachname“. Dann klickt man auf Volltext und alle Seiten mit entsprechendem Suchtext werden aufgerufen. Hier sieht man dann schnell, wo auch das Todesjahr Sinn macht oder sogar ein Teil des Artikels angepasst werden muss. Auch hilft das „Werkzeug“ auf der linken Seite sehr gut, um solche Seiten aufzufinden: „Links auf diese Seite“. Somit ist die Wikipedia wieder aktuell in allen Bereichen! Hinweis: bei Eintragung der Kategorie „Gestorben JAHR“ wird der Missbrauchsfilter 49 ausgelöst, was jedoch nicht schlimm ist. Siehe: Spezial:Missbrauchsfilter/49
Dies ist eine Liste von im ersten Quartal 1991 verstorbenen bekannten Persönlichkeiten. Die Einträge erfolgen innerhalb der einzelnen Daten alphabetisch sortiert. Tiere sind im Nekrolog für Tiere zu finden.

## Januar
| Tag        | Name                                        | Beruf, bekannt als                                                                                              | Alter | Beleg |
| ---------- | ------------------------------------------- | --- | ----- | ----- |
| 1. Januar  | Inga Gentzel                                | schwedische Leichtathletin                                                                                      | 82    |       |
| 2. Januar  | Edmond Jabès                                | französischer Schriftsteller und Dichter                                                                        | 78    |       |
| 2. Januar  | Irving McClure Johnson                      | US-amerikanischer Autor                                                                                         | 85    |       |
| 2. Januar  | Noma Hiroshi                                | japanischer Schriftsteller                                                                                      | 75    |       |
| 2. Januar  | John C. Oxtoby                              | US-amerikanischer Mathematiker                                                                                  | 70    |       |
| 2. Januar  | Renato Rascel                               | italienischer Sänger und Schauspieler                                                                           | 78    |       |
| 2. Januar  | Pasquale Rotondi                            | italienischer Kunsthistoriker und Restaurator                                                                   | 81    |       |
| 3. Januar  | Luke Appling                                | US-amerikanischer Baseballspieler und -manager                                                                  | 83    |       |
| 3. Januar  | Fritz Brunner                               | Schweizer Schriftsteller                                                                                        | 91    |       |
| 3. Januar  | Anna Gmeyner                                | österreichisch-britische Schriftstellerin                                                                       | 88    |       |
| 3. Januar  | Kurt Hamer                                  | deutscher Politiker (SPD), MdL                                                                                  | 64    |       |
| 3. Januar  | Vinzenz Hamp                                | deutscher katholischer Theologe                                                                                 | 83    |       |
| 3. Januar  | Guido von Kaulla                            | deutscher Schauspieler, Buch- und Drehbuchautor                                                                 | 81    |       |
| 3. Januar  | Karl-Heinz Röder                            | deutscher Staats- und Rechtstheoretiker                                                                         | 55    |       |
| 3. Januar  | Josef Stroh                                 | österreichischer Fußballspieler                                                                                 | 77    |       |
| 3. Januar  | Doris Zinkeisen                             | britische Künstlerin                                                                                            | 92    |       |
| 4. Januar  | Eddie Barefield                             | US-amerikanischer Jazzsaxophonist, Klarinettist und Arrangeur                                                   | 81    |       |
| 4. Januar  | Peter Dommisch                              | deutscher Schauspieler und Synchronsprecher                                                                     | 56    |       |
| 4. Januar  | Leo Hurwitz                                 | US-amerikanischer Filmregisseur, Filmproduzent, Drehbuchautor, Filmeditor und Kameramann                        | 81    |       |
| 4. Januar  | Berry Kroeger                               | US-amerikanischer Schauspieler                                                                                  | 78    |       |
| 4. Januar  | Ib Storm Larsen                             | dänischer Ruderer                                                                                               | 65    |       |
| 4. Januar  | Richard Maibaum                             | US-amerikanischer Drehbuchautor                                                                                 | 81    |       |
| 4. Januar  | Poon Lim                                    | chinesischer Schiffbrüchiger, der 133 Tage im Südatlantik überlebte                                             | 72    |       |
| 4. Januar  | Günther Schwenn                             | deutscher Textdichter                                                                                           | 87    |       |
| 4. Januar  | Leo Wright                                  | US-amerikanischer Jazzmusiker                                                                                   | 57    |       |
| 5. Januar  | Johnny Eck                                  | US-amerikanischer Schauspieler und Künstler                                                                     | 79    |       |
| 5. Januar  | Alfred George Hinds                         | britischer Gefängnisausbrecher                                                                                  | ~73   |       |
| 5. Januar  | Tõnis Kint                                  | estnischer Politiker, Ministerpräsident der Estnischen Exilregierung (1970–1990)                                | 94    |       |
| 5. Januar  | Gottfried Zieger                            | deutscher Rechtsgelehrter                                                                                       | 66    |       |
| 6. Januar  | Heinrich Dathe                              | deutscher Zoologe                                                                                               | 80    |       |
| 6. Januar  | Marko Nikezić                               | jugoslawischer Politiker                                                                                        | 69    |       |
| 6. Januar  | Ahmed Adnan Saygun                          | türkischer Komponist, Musiker und Musikwissenschaftler                                                          | 83    |       |
| 6. Januar  | Hermann Schlöske                            | deutscher Leichtathlet                                                                                          | 85    |       |
| 6. Januar  | Louis Otho Williams                         | US-amerikanischer Botaniker                                                                                     | 82    |       |
| 7. Januar  | Walter Fritsch                              | deutscher Verwaltungsbeamter und Politiker (SPD), MdB                                                           | 68    |       |
| 7. Januar  | Henri Louveau                               | französischer Automobilrennfahrer                                                                               | 80    |       |
| 8. Januar  | Steve Clark                                 | englischer Rockmusiker                                                                                          | 30    |       |
| 8. Januar  | Fritz von Hippel                            | deutscher Jurist und Rechtsphilosoph                                                                            | 93    |       |
| 8. Januar  | Michael John Keen                           | kanadischer Meeresgeologe                                                                                       | 56    |       |
| 8. Januar  | Ernst Schmid                                | Schweizer Politiker (BGB)                                                                                       | 91    |       |
| 8. Januar  | Paul-Heinz Schubert                         | deutscher Politiker (FDP), MdBB                                                                                 | 77    |       |
| 9. Januar  | Antonio León Ortega                         | spanischer Bildhauer                                                                                            | 83    |       |
| 9. Januar  | Charles Sterling                            | polnischer Kunsthistoriker                                                                                      | 89    |       |
| 10. Januar | Terence Boylan                              | irischer Politiker (Fianna Fáil)                                                                                | 80    |       |
| 10. Januar | William Joseph Browne                       | kanadischer Politiker                                                                                           | 93    |       |
| 10. Januar | Malte Jaeger                                | deutscher Schauspieler, Theaterregisseur und Synchronsprecher                                                   | 79    |       |
| 10. Januar | Kaj Kajander                                | finnischer Heraldiker                                                                                           | 66    |       |
| 10. Januar | Paul Koralus                                | deutscher Maler, Grafiker und Bildhauer                                                                         | 98    |       |
| 10. Januar | Richard Kuremaa                             | estnischer Fußballspieler                                                                                       | 78    |       |
| 10. Januar | Otto Marischka                              | österreichischer Fußballspieler                                                                                 | 78    |       |
| 10. Januar | Karl Mylius                                 | deutscher Augenarzt und Hochschullehrer an der Universität Hamburg                                              | 94    |       |
| 10. Januar | Jürgen Petersen                             | deutscher Journalist                                                                                            | 81    |       |
| 11. Januar | Ladislav Alster                             | tschechischer Schachspieler und Schachjournalist                                                                | 63    |       |
| 11. Januar | Carl David Anderson                         | US-amerikanischer Physiker                                                                                      | 85    |       |
| 11. Januar | Luciano Bonanni                             | italienischer Schauspieler                                                                                      | 69    |       |
| 11. Januar | Aurel von Jüchen                            | deutscher evangelisch-lutherischer Theologe                                                                     | 88    |       |
| 11. Januar | Sepp Ketterer                               | deutscher Kameramann                                                                                            | 91    |       |
| 11. Januar | Ottmar Pohl                                 | deutscher Politiker (CDU), MdL                                                                                  | 57    |       |
| 12. Januar | Charles Drury                               | kanadischer Politiker und Brigadegeneral                                                                        | 78    |       |
| 12. Januar | Ernst Huchzermeyer                          | deutscher Verwaltungsjurist, Oberkreisdirektor                                                                  | 88    |       |
| 12. Januar | André Kaminski                              | Schweizer Schriftsteller                                                                                        | 67    |       |
| 12. Januar | Keye Luke                                   | US-amerikanisch-chinesischer Schauspieler                                                                       | 86    |       |
| 12. Januar | Vasco Pratolini                             | italienischer Schriftsteller und Drehbuchautor                                                                  | 77    |       |
| 13. Januar | Loreta Asanavičiūtė                         | litauische Frau, Opfer der friedlichen Demonstrationen für die Unabhängigkeit Litauen                           | 23    |       |
| 13. Januar | Eladio Rojas                                | chilenischer Fußballspieler                                                                                     | 56    |       |
| 14. Januar | Duncan Black                                | schottischer Ökonom                                                                                             | 82    |       |
| 14. Januar | Miles Copeland junior                       | US-amerikanischer Musiker                                                                                       | 77    |       |
| 14. Januar | Heli Finkenzeller                           | deutsche Schauspielerin                                                                                         | 79    |       |
| 14. Januar | Konrad Fritze                               | deutscher Historiker                                                                                            | 60    |       |
| 14. Januar | Irwin Goodman                               | finnischer Folkmusiker                                                                                          | 47    |       |
| 14. Januar | Salah Khalaf                                | zweiter Chef und Chef der Spionage der PLO und der zweitälteste offizielle Vertreter der Fatah nach Jassir A... |       |       |
| 14. Januar | Helmut Rehm                                 | österreichischer Graphiker, Landschafts- und Portraitmaler der Moderne                                          | 79    |       |
| 14. Januar | Werner Schubert-Deister                     | deutscher Maler und Bildhauer                                                                                   | 69    |       |
| 14. Januar | Jan de Zanger                               | niederländischer Autor                                                                                          | 58    |       |
| 15. Januar | Leona Baumgartner                           | amerikanische Ärztin                                                                                            | 88    |       |
| 15. Januar | Angel D’Agostino                            | argentinischer Musiker (Pianist), Sänger, Arrangeur, Bandleader und Komponist des Tango                         | 90    |       |
| 15. Januar | Amédée Isola                                | französischer Leichtathlet                                                                                      | 92    |       |
| 15. Januar | Karl Rankin                                 | US-amerikanischer Diplomat                                                                                      | 92    |       |
| 15. Januar | Gertrud Schwarz-Helberger                   | österreichisch-deutsche Künstlerin                                                                              | 96    |       |
| 15. Januar | Annemarie Weber                             | deutsche Journalistin und Schriftstellerin                                                                      | 72    |       |
| 16. Januar | Alo Altripp                                 | deutscher Maler und Grafiker                                                                                    | 84    |       |
| 16. Januar | Preston Cloud                               | US-amerikanischer Paläontologe                                                                                  | 78    |       |
| 16. Januar | Dino Del Bo                                 | italienischer Politiker, Mitglied der Camera dei deputati                                                       | 74    |       |
| 16. Januar | Ernst Ebeling                               | deutscher Luftwaffenoffizier und Generalarzt der Luftwaffe                                                      | 71    |       |
| 16. Januar | Otto Leggewie                               | deutscher Altphilologe und Fachdidaktiker                                                                       | 80    |       |
| 16. Januar | Nicholas Mansergh                           | irischer Historiker                                                                                             | 80    |       |
| 16. Januar | Hans Pausch                                 | deutscher Ingenieur                                                                                             | 82    |       |
| 16. Januar | Heinz Rein                                  | deutscher Schriftsteller                                                                                        | 84    |       |
| 16. Januar | Werner Schröder                             | deutscher Geheimdienstler und AG-Leiter des MfS                                                                 | 61    |       |
| 16. Januar | Jabbo Smith                                 | US-amerikanischer Jazztrompeter                                                                                 | 82    |       |
| 17. Januar | Elisabeth Boer                              | deutsche Archivarin und Historikerin                                                                            | 94    |       |
| 17. Januar | Turid Jespersen                             | norwegische alpine Skirennläuferin                                                                              | 73    |       |
| 17. Januar | Giacomo Manzù                               | italienischer Bildhauer, Medailleur, Grafiker und Zeichner                                                      | 82    |       |
| 17. Januar | Olav V.                                     | norwegischer Adeliger, König von Norwegen                                                                       | 87    |       |
| 17. Januar | Scott Speicher                              | US-amerikanischer Militär, Kampfpilot der Marine der Vereinigten Staaten                                        | 33    |       |
| 17. Januar | Reginald Wells-Pestell, Baron Wells-Pestell | britischer Politiker (Labour Party)                                                                             | 80    |       |
| 18. Januar | Hamilton Fish III                           | US-amerikanischer Politiker                                                                                     | 102   |       |
| 18. Januar | Jakob Kiefer                                | deutscher Turner                                                                                                | 71    |       |
| 18. Januar | Gilberte Mortier                            | französische Schwimmerin                                                                                        | 83    |       |
| 18. Januar | Fritz Schäuffele                            | Schweizer Publizist und Mitarbeiter des Schweizer Fernsehens                                                    | 74    |       |
| 19. Januar | Don Beddoe                                  | US-amerikanischer Schauspieler                                                                                  | 87    |       |
| 19. Januar | Bobby Combe                                 | schottischer Fußballspieler                                                                                     | 66    |       |
| 19. Januar | Fritz Rudolf Kraus                          | deutscher Altorientalist                                                                                        | 80    |       |
| 19. Januar | Glenn Langan                                | US-amerikanischer Schauspieler                                                                                  | 73    |       |
| 19. Januar | Jean Mantelet                               | französischer Unternehmer                                                                                       | 90    |       |
| 19. Januar | Gernot Reinstadler                          | österreichischer Skirennläufer                                                                                  | 20    |       |
| 19. Januar | John Russell                                | US-amerikanischer Schauspieler                                                                                  | 70    |       |
| 19. Januar | Paul Weiss                                  | deutsch-britischer Mathematiker, Physiker und Hochschullehrer                                                   | 79    |       |
| 20. Januar | Berta Bobath                                | deutsche Physiotherapeutin                                                                                      | 83    |       |
| 20. Januar | Harry Giese                                 | deutscher Schauspieler und Sprecher von Wochenschauen in der NS-Zeit                                            | 87    |       |
| 20. Januar | Louis Hardiquest                            | belgischer Radrennfahrer                                                                                        | 80    |       |
| 20. Januar | Igor Jurjewitsch Kobsarew                   | russischer Physiker                                                                                             | 58    |       |
| 20. Januar | Elisabeth Küper                             | deutsche Gewerkschafterin und Politikerin (CDU), MdL                                                            | 89    |       |
| 20. Januar | Frank Pfütze                                | deutscher Schwimmer                                                                                             | 32    |       |
| 20. Januar | Louis Seigner                               | französischer Schauspieler                                                                                      | 87    |       |
| 20. Januar | James Stewart                               | US-amerikanischer Leichtathlet                                                                                  | 84    |       |
| 20. Januar | Alfred Wainwright                           | englischer Autor und Illustrator                                                                                | 84    |       |
| 20. Januar | Gerhard Wolfram                             | deutscher Dramaturg, Theaterregisseur und Theaterintendant                                                      | 68    |       |
| 21. Januar | Thomas D. Davies                            | US-amerikanischer Militär, Konteradmiral der United States Navy                                                 | 76    |       |
| 21. Januar | Herbert Fröhlich                            | deutsch-britischer Physiker                                                                                     | 85    |       |
| 21. Januar | Ileana von Rumänien                         | rumänische Adelige, Prinzessin Hohenzollern-Sigmaringen, Prinzessin von Rumänien                                | 82    |       |
| 21. Januar | Stefan Olek                                 | französischer Boxer                                                                                             | 71    |       |
| 22. Januar | Kenos Aroi                                  | nauruischer Politiker                                                                                           | 48    |       |
| 22. Januar | Woutera van Benthem Jutting                 | niederländische Malakologin                                                                                     | 91    |       |
| 22. Januar | Karl Hofacker                               | Schweizer Bauingenieur                                                                                          | 93    |       |
| 22. Januar | Arnholdt Kongsgård                          | norwegischer Skispringer                                                                                        | 76    |       |
| 22. Januar | Karl Renar                                  | österreichischer Schauspieler                                                                                   | 62    |       |
| 22. Januar | Günther Siebert                             | deutscher Mediziner und Physiologe                                                                              | 70    |       |
| 22. Januar | Walter Vollweiler                           | deutscher Fußballspieler                                                                                        | 78    |       |
| 23. Januar | Northrop Frye                               | kanadischer Literaturkritiker                                                                                   | 78    |       |
| 23. Januar | Rudolf Jonas                                | deutscher Meeresaquaristiker                                                                                    | 83    |       |
| 23. Januar | Giovanni Mariani                            | italienischer Geistlicher, römisch-katholischer Erzbischof und vatikanischer Diplomat                           | 71    |       |
| 23. Januar | Annie Markart                               | deutsche Schauspielerin                                                                                         | 83    |       |
| 24. Januar | Marguerite Crookes                          | neuseeländische Malerin, Botanikerin und Autorin                                                                | 92    |       |
| 24. Januar | John M. Kelly                               | irischer Politiker                                                                                              | 59    |       |
| 24. Januar | Karl Mark                                   | österreichischer Politiker (SPÖ), Abgeordneter zum Nationalrat                                                  | 90    |       |
| 24. Januar | John Middleton                              | britischer Radrennfahrer                                                                                        | 84    |       |
| 24. Januar | Jack Schaefer                               | US-amerikanischer Journalist und Schriftsteller mit deutschen Wurzeln                                           | 83    |       |
| 25. Januar | Lilian Bond                                 | britische Schauspielerin                                                                                        | 83    |       |
| 25. Januar | Stanley Brock                               | US-amerikanischer Schauspieler                                                                                  | 59    |       |
| 25. Januar | Steven Cortright                            | US-amerikanischer Maler und Fotograf                                                                            | 48    |       |
| 25. Januar | Justin Diraviam                             | indischer Geistlicher, Erzbischof von Madurai                                                                   | 83    |       |
| 25. Januar | Kurahara Korehito                           | japanischer Literaturkritiker                                                                                   | 88    |       |
| 25. Januar | Fiorenzo Marini                             | italienischer Degenfechter                                                                                      | 76    |       |
| 25. Januar | Ismail Marjan                               | singapurischer Badmintonspieler                                                                                 | 70    |       |
| 25. Januar | Clément-Auguste Martin                      | französischer Automobilrennfahrer                                                                               | 88    |       |
| 25. Januar | Frank Soo                                   | englischer Fußballspieler und -trainer                                                                          | 76    |       |
| 26. Januar | Maurice Faure                               | französischer Pianist                                                                                           | 99    |       |
| 26. Januar | Des Koch                                    | US-amerikanischer Diskuswerfer                                                                                  | 58    |       |
| 26. Januar | Hans-Ludwig Neumann                         | deutscher Physiker                                                                                              |       |       |
| 26. Januar | Maria Schweitzer                            | deutsche Politikerin (CDU), MdL                                                                                 | 88    |       |
| 26. Januar | Hans Spanner                                | österreichischer Rechtswissenschaftler                                                                          | 82    |       |
| 26. Januar | Karen Young                                 | US-amerikanische Sängerin                                                                                       | 39    |       |
| 26. Januar | Gerhard Zeitel                              | deutscher Wirtschaftswissenschaftler und Politiker (CDU), MdB, saarländischer Landesminister                    | 63    |       |
| 27. Januar | Hans Bertram                                | deutscher Musiker, Musikproduzent und Schlagerkomponist                                                         | 75    |       |
| 27. Januar | Franz Illig                                 | österreichischer Politiker (SPÖ), Abgeordneter zum Salzburger Landtag und Erster Landtagspräsident-Stellvert... | 83    |       |
| 27. Januar | Reinhold Krug                               | deutscher Musiker, Komponist und Professor                                                                      | 64    |       |
| 27. Januar | George Hazelwood Locket                     | britischer Arachnologe                                                                                          | 90    |       |
| 27. Januar | Mady Manstein                               | deutsche Fernsehansagerin                                                                                       | 62    |       |
| 27. Januar | Leif Wikström                               | schwedischer Segler                                                                                             | 72    |       |
| 28. Januar | Clifford E. Charlesworth                    | US-amerikanischer ASA-Flugdirektor während der Gemini- und Apollo-Programme                                     | 59    |       |
| 28. Januar | Red Grange                                  | US-amerikanischer American-Football-Spieler                                                                     | 87    |       |
| 28. Januar | Władysław Król                              | polnischer Eishockeyspieler und -trainer sowie Fußballspieler und -trainer                                      | 83    |       |
| 28. Januar | Kurt Sowinetz                               | österreichischer Volksschauspieler                                                                              | 62    |       |
| 28. Januar | Heinrich Stenglein                          | deutscher Politiker (SPD)                                                                                       | 63    |       |
| 29. Januar | Joachim Büchner                             | deutscher Kunsthistoriker, Ausstellungskurator und Museumsdirektor                                              | 61    |       |
| 29. Januar | Yasushi Inoue                               | japanischer Schriftsteller                                                                                      | 83    |       |
| 29. Januar | Bruno Marek                                 | österreichischer Politiker (SPÖ), Bürgermeister von Wien, Mitglied des Bundesrates                              | 91    |       |
| 29. Januar | Arne Robertsson                             | schwedischer Ringer                                                                                             | 48    |       |
| 29. Januar | Paul Roux                                   | französischer Romanist und Provenzalist                                                                         | 69    |       |
| 30. Januar | John Bardeen                                | US-amerikanischer Physiker und Nobelpreisträger                                                                 | 82    |       |
| 30. Januar | LeMoine Batson                              | US-amerikanischer Skispringer                                                                                   | 92    |       |
| 30. Januar | Kurt Bittel                                 | deutscher Prähistoriker                                                                                         | 83    |       |
| 30. Januar | Rudolf Dettelmaier                          | österreichischer Bibliotheksdirektor                                                                            | 87    |       |
| 30. Januar | Rhys Lloyd, Baron Lloyd of Kilgerran        | britischer Politiker und Rechtsanwalt                                                                           | 83    |       |
| 30. Januar | John McIntire                               | US-amerikanischer Schauspieler                                                                                  | 83    |       |
| 31. Januar | Marcel Galey                                | französischer Fußballspieler                                                                                    | 85    |       |
| 31. Januar | Willy Gepts                                 | belgischer Pathologe und Diabetologe                                                                            | 68    |       |
| 31. Januar | Kostas Mountakis                            | griechischer Lyraspieler                                                                                        | 64    |       |
| 31. Januar | Rosemarie Precht                            | deutsche Songschreiberin, Sängerin und Keyboarderin                                                             | 38    |       |
| 31. Januar | Márcio de Souza Mello                       | brasilianischer General, Präsident Brasiliens                                                                   | 84    |       |
| 31. Januar | Erna Steffens                               | deutsche Politikerin (SPD), MdHB                                                                                | 88    |       |
| Januar     | Jo Eisinger                                 | US-amerikanischer Drehbuchautor                                                                                 | 81    |       |
| Januar     | Jack Winfield                               | britischer Langstreckenläufer                                                                                   | 83    |       |
| Januar     | Yamazaki Taihō                              | japanischer Maler und Kalligraph                                                                                |       |       |

## Februar
| Tag          | Name                                  | Beruf, bekannt als                                                                                              | Alter | Beleg |
| ------------ | ------------------------------------- | --- | ----- | ----- |
| 1. Februar   | Mauri Grashin                         | US-amerikanischer Drehbuchautor                                                                                 | 90    |       |
| 1. Februar   | Johann Hufnagel                       | deutscher Weitwanderer und Erstbegeher zahlreicher Europäischer Fernwanderwege                                  | 81    |       |
| 1. Februar   | Werner Matthies                       | deutscher Politiker                                                                                             | 80    |       |
| 1. Februar   | Herzl Rosenblum                       | israelischer Journalist                                                                                         | 87    |       |
| 1. Februar   | Phil Watson                           | kanadischer Eishockeyspieler und -trainer                                                                       | 76    |       |
| 2. Februar   | Maurice G. Burnside                   | US-amerikanischer Politiker                                                                                     | 88    |       |
| 2. Februar   | Werner Gilde                          | deutscher Techniker                                                                                             | 70    |       |
| 2. Februar   | Hans Jamnig                           | österreichischer Skilangläufer                                                                                  | 78    |       |
| 2. Februar   | Natalie Kingston                      | US-amerikanische Schauspielerin und Tänzerin                                                                    | 85    |       |
| 2. Februar   | Lucie Manén                           | deutsche Opernsängerin                                                                                          | 91    |       |
| 2. Februar   | Charlotte Stein-Pick                  | deutsche Emigrantin jüdischer Herkunft                                                                          | 91    |       |
| 3. Februar   | Leo Grewenig                          | deutscher Maler                                                                                                 | 92    |       |
| 3. Februar   | Ernst Kalwitzki                       | deutscher Fußballspieler                                                                                        | 81    |       |
| 3. Februar   | Nancy Kulp                            | US-amerikanische Schauspielerin                                                                                 | 69    |       |
| 3. Februar   | Georg Preuß                           | deutscher Hauptsturmführer der Waffen-SS, Kriegsverbrecher und Ritterkreuzträger                                | 70    |       |
| 3. Februar   | Rudolf Tirnthal                       | österreichischer Politiker (SPÖ), Abgeordneter zum Nationalrat, Mitglied des Bundesrates                        | 65    |       |
| 3. Februar   | Charles Peter Wroth                   | britischer Ingenieur                                                                                            |       |       |
| 04. Februar  | Károly Bartha                         | ungarischer Schwimmer                                                                                           | 83    |       |
| 4. Februar   | Harry Lancaster Towe                  | US-amerikanischer Politiker                                                                                     | 92    |       |
| 5. Februar   | Arthur Agstner                        | österreichischer Diplomat                                                                                       | 68    |       |
| 5. Februar   | Pedro Arrupe                          | spanischer Ordensgeistlicher und Generaloberer                                                                  | 83    |       |
| 5. Februar   | Dieter Burckhardt                     | Mäzen | 76    |       |
| 5. Februar   | Ewald Fischer-Dorp                    | deutscher Richter                                                                                               | 91    |       |
| 5. Februar   | Lawrence Gowing                       | britischer Maler und Kunsthistoriker                                                                            | 72    |       |
| 5. Februar   | Leonhard Halmanseger                  | deutscher Kriminalbeamter, SS-Hauptsturmführer und Verfassungsschützer                                          | 98    |       |
| 5. Februar   | Carl-Gero von Ilsemann                | deutscher Generalleutnant                                                                                       | 70    |       |
| 5. Februar   | Dean Jagger                           | US-amerikanischer Schauspieler                                                                                  | 87    |       |
| 5. Februar   | Marianne-Migault Klingler             | deutsche Stiftungsgründerin                                                                                     | 68    |       |
| 5. Februar   | Margarethe von Oven                   | deutsche Widerstandskämpferin                                                                                   | 86    |       |
| 5. Februar   | John Wikström                         | schwedischer Skilangläufer                                                                                      | 87    |       |
| 6. Februar   | Otto Burtscher                        | österreichischer Widerstandskämpfer                                                                             | 80    |       |
| 6. Februar   | Salvador Edward Luria                 | italienisch-US-amerikanischer Mikrobiologe                                                                      | 78    |       |
| 6. Februar   | Erika Menne                           | deutsche Politikerin (FDP), MdL                                                                                 | 82    |       |
| 6. Februar   | René E. Mueller                       | Schweizer Schriftsteller und Lebenskünstler                                                                     | 61    |       |
| 6. Februar   | Hans Wolfgang Müller                  | deutscher Ägyptologe                                                                                            | 83    |       |
| 06. Februar  | Chucho Rodríguez                      | mexikanischer Komponist, Arrangeur, Pianist und Orchesterleiter                                                 | 72    |       |
| 6. Februar   | Hans-Hermann Sieling                  | deutscher Pädagoge und Politiker (CDU)                                                                          | 73    |       |
| 6. Februar   | Danny Thomas                          | US-amerikanischer Film- und Fernsehschauspieler und Comedian                                                    | 79    |       |
| 6. Februar   | Paul Weis                             | österreichischer Jurist                                                                                         | 83    |       |
| 6. Februar   | María Zambrano                        | spanische Philosophin                                                                                           | 86    |       |
| 7. Februar   | Otto Friedrich Bollnow                | deutscher Philosoph und Pädagoge                                                                                | 87    |       |
| 7. Februar   | Werner Fuetterer                      | deutscher Schauspieler                                                                                          | 84    |       |
| 7. Februar   | John Guise                            | papua-neuguineischer Politiker                                                                                  | 76    |       |
| 7. Februar   | Otto Kuss                             | katholischer Theologe                                                                                           | 86    |       |
| 7. Februar   | Bernhard Lakebrink                    | deutscher katholischer Philosoph                                                                                | 86    |       |
| 7. Februar   | Jean-Paul Mousseau                    | kanadischer Maler und Bildhauer                                                                                 | 64    |       |
| 7. Februar   | Herbert Scheibe                       | deutscher Generaloberst                                                                                         | 76    |       |
| 8. Februar   | Hubert M. Blalock                     | US-amerikanischer Soziologe                                                                                     | 64    |       |
| 8. Februar   | Silvio O. Conte                       | US-amerikanischer Politiker                                                                                     | 69    |       |
| 8. Februar   | Walther Gase                          | deutscher Jurist und Verwaltungsbeamter                                                                         | 89    |       |
| 8. Februar   | Héctor Grauert                        | uruguayischer Politiker                                                                                         | 83    |       |
| 8. Februar   | Pier Giacomo Pisoni                   | italienischer Historiker                                                                                        | 62    |       |
| 8. Februar   | Curt Schmieden                        | deutscher Mathematiker                                                                                          | 85    |       |
| 8. Februar   | Aaron Siskind                         | US-amerikanischer Fotograf                                                                                      | 87    |       |
| 8. Februar   | Gudrun Volkmar                        | deutsche Theaterschauspielerin                                                                                  | 48    |       |
| 9. Februar   | James Cleveland                       | US-amerikanischer Gospelsänger, Pianist und Komponist                                                           | 59    |       |
| 9. Februar   | Willi Görich                          | deutscher Landeshistoriker                                                                                      | 83    |       |
| 9. Februar   | Daigorō Kondō                         | japanischer Fußballspieler                                                                                      | 83    |       |
| 9. Februar   | Arkadi Beinussowitsch Migdal          | russischer Physiker                                                                                             | 79    |       |
| 09. Februar  | Henry Oehler                          | US-amerikanischer Handballtorhüter                                                                              | 74    |       |
| 9. Februar   | Michel-Marie Poulain                  | französische Malerin                                                                                            | 84    |       |
| 10. Februar  | Erich Fechner                         | deutscher Rechtswissenschaftler und Soziologe                                                                   | 87    |       |
| 10. Februar  | Kurt Fischer                          | deutscher Politiker (NSDAP, GB/BHE), MdL                                                                        | 88    |       |
| 10. Februar  | William Joseph Foley                  | australischer Geistlicher; römisch-katholischer Erzbischof von Perth                                            | 59    |       |
| 10. Februar  | Walter Klien                          | österreichischer Pianist                                                                                        | 62    |       |
| 10. Februar  | Marion Roper                          | US-amerikanische Wasserspringerin                                                                               | 80    |       |
| 10. Februar  | Marcel Tolkowsky                      | belgischer Mathematiker und Gemmologe                                                                           | 92    |       |
| 10. Februar  | Karl Wiesinger                        | österreichischer Schriftsteller                                                                                 | 67    |       |
| 11. Februar  | Galina Djuragin                       | russische Schriftstellerin                                                                                      | 92    |       |
| 11. Februar  | Gustav von Schmoller                  | deutscher Diplomat und Botschafter                                                                              | 84    |       |
| 11. Februar  | Max Schwarz                           | deutscher HNO-Arzt sowie Hochschullehrer                                                                        | 92    |       |
| 11. Februar  | Lisl Steinitz                         | österreichische Sängerin und Schauspielerin                                                                     | 78    |       |
| 12. Februar  | Oscar Asboth                          | ungarischer Maler                                                                                               | 65    |       |
| 12. Februar  | Wilhelm Brinkmann                     | deutscher Feldhandballspieler                                                                                   | 80    |       |
| 12. Februar  | Ruth Morley                           | US-amerikanische Kostümdesignerin                                                                               | 65    |       |
| 12. Februar  | Hermann-Josef Neuhaus                 | deutscher Politiker (CDU), MdL                                                                                  | 70    |       |
| 12. Februar  | László Szendrey-Karper                | ungarischer Gitarrist und Gitarrenpädagoge                                                                      | 59    |       |
| 12. Februar  | Robert F. Wagner junior               | US-amerikanischer Politiker und Bürgermeister von New York (1954–1965)                                          | 80    |       |
| 13. Februar  | Ernesto Alvarez Alvarez               | ecuadorianischer Ordensgeistlicher und Bischof                                                                  | 65    |       |
| 13. Februar  | Arno Breker                           | deutscher Bildhauer und Architekt                                                                               | 90    |       |
| 13. Februar  | Gunnar Hultgren                       | schwedischer Geistlicher und Erzbischof                                                                         | 88    |       |
| 13. Februar  | Wolfgang Joho                         | deutscher Schriftsteller                                                                                        | 82    |       |
| 13. Februar  | Paul Leuck                            | luxemburgischer Journalist und Hörfunkmoderator                                                                 | 76    |       |
| 13. Februar  | Wilfried Reckewitz                    | deutscher Maler                                                                                                 | 65    |       |
| 13. Februar  | Hans Rhotert                          | deutscher Ethnologe                                                                                             | 90    |       |
| 13. Februar  | Georg Moritz von Sachsen-Altenburg    | deutscher Adeliger, Erbprinz                                                                                    | 90    |       |
| 13. Februar  | Sherry Shourds                        | US-amerikanischer Regieassistent                                                                                | 84    |       |
| 13. Februar  | Heinz Willeg                          | deutscher Filmproduzent, Produktions- und Herstellungsleiter                                                    | 72    |       |
| 14. Februar  | José Ádem                             | mexikanischer Mathematiker                                                                                      | 69    |       |
| 14. Februar  | Eric Dowling                          | kanadischer Organist und Komponist                                                                              | 83    |       |
| 14. Februar  | Felix Gilbert                         | deutsch-US-amerikanischer Historiker                                                                            | 85    |       |
| 14. Februar  | Willi Griebenow                       | deutscher Regionalforscher                                                                                      | 93    |       |
| 14. Februar  | Alfred Ray Lindesmith                 | US-amerikanischer Soziologe                                                                                     | 85    |       |
| 14. Februar  | John McCone                           | US-amerikanischer Regierungsbeamter, CIA-Direktor (1961–1965)                                                   | 89    |       |
| 15. Februar  | Bernhard Degenhard                    | deutscher Mediziner                                                                                             | 85    |       |
| 15. Februar  | Sidney Fernbach                       | US-amerikanischer Physiker                                                                                      | 73    |       |
| 15. Februar  | Alfred Gleisner                       | deutscher Politiker (SPD), MdL                                                                                  | 82    |       |
| 15. Februar  | Birger Malmsten                       | schwedischer Schauspieler                                                                                       | 70    |       |
| 15. Februar  | George Motola                         | US-amerikanischer Songwriter und Musikproduzent                                                                 | 71    |       |
| 15. Februar  | Hans-Joachim von Reichert             | deutscher Diplomat                                                                                              | 87    |       |
| 15. Februar  | Liselotte Schreiner                   | österreichische Theaterschauspielerin                                                                           | 86    |       |
| 16. Februar  | Karl Martin Baderle                   | österreichischer Käfersammler und Amateur-Entomologe                                                            | 71    |       |
| 16. Februar  | Enrique Bermúdez                      | nicaraguanischer Berufsoffizier der Guardia Nacional de Nicaragua (GN)                                          | 58    |       |
| 16. Februar  | Franco Bignotti                       | italienischer Comiczeichner                                                                                     |       |       |
| 16. Februar  | Bob Geddins                           | US-amerikanischer Blues- und Gospel-Musiker und -Produzent                                                      | 78    |       |
| 16. Februar  | Luis Escobar Kirkpatrick              | spanischer Schauspieler und Theaterleiter                                                                       | 82    |       |
| 16. Februar  | Max Strecker                          | deutscher Schauspieler                                                                                          | 84    |       |
| 17. Februar  | Gitta Alpár                           | deutsche Sängerin, Schauspielerin und Tänzerin                                                                  | 88    |       |
| 17. Februar  | Anton Gietl                           | deutscher Gewichtheber                                                                                          | 82    |       |
| 17. Februar  | Sidney Hinds                          | US-amerikanischer Sportschütze                                                                                  | 90    |       |
| 17. Februar  | Louis O. Kelso                        | US-amerikanischer Nationalökonom                                                                                | 77    |       |
| 17. Februar  | Hans Thimig                           | österreichischer Schauspieler und Regisseur                                                                     | 90    |       |
| 17. Februar  | Friedrich Weißenborn                  | deutscher Orgelbauer                                                                                            | 83    |       |
| 18. Februar  | Renate Kern                           | deutsche Schlagersängerin                                                                                       | 46    |       |
| 18. Februar  | Francesc de Borja Moll i Casasnovas   | menorquinischer Sprachwissenschaftler, Philologe, Romanist und Katalanist                                       | 87    |       |
| 18. Februar  | Eugene Fodor                          | ungarisch-US-amerikanischer Schriftsteller und Herausgeber                                                      | 85    |       |
| 18. Februar  | Miguel Raspanti                       | argentinischer Ordensgeistlicher und römisch-katholischer Bischof                                               | 86    |       |
| 19. Februar  | Jan Siefke Kunstreich                 | deutscher Kunsthistoriker                                                                                       | 69    |       |
| 19. Februar  | Max Michailow                         | deutscher Geiger                                                                                                | 78    |       |
| 19. Februar  | Walter Minarz                         | österreichischer Schriftsteller, Maler, Touristiker                                                             | 81    |       |
| 19. Februar  | Herbert Niemann                       | deutscher Judoka                                                                                                | 55    |       |
| 19. Februar  | Milton Plesset                        | US-amerikanischer Physiker                                                                                      | 83    |       |
| 19. Februar  | Ugo Procacci                          | italienischer Kunsthistoriker, Restaurator und Hochschullehrer                                                  | 85    |       |
| 19. Februar  | Dámaso Rodríguez Martín               | spanischer Serienmörder                                                                                         | 46    |       |
| 19. Februar  | Walter Schubert                       | deutscher Verwaltungsjurist, Regierungspräsident und Staatssekretär                                             | 75    |       |
| 19. Februar  | Karl Strubecker                       | österreichischer Mathematiker                                                                                   | 86    |       |
| 19. Februar  | Erwin Zachmeier                       | deutscher Musiker, Volksliedsammler und -vermittler                                                             | 62    |       |
| 20. Februar  | Hikmet Hayri Anlı                     | türkischer Botschafter                                                                                          |       |       |
| 20. Februar  | Isabelle Delorme                      | kanadische Musikpädagogin und Komponistin                                                                       | 90    |       |
| 20. Februar  | Joachim Nehring                       | deutscher Journalist und Politiker (DNVP, NSDAP)                                                                | 87    |       |
| 20. Februar  | Maria Adriana Prolo                   | italienische Historikerin und Filmwissenschaftlerin                                                             | 82    |       |
| 20. Februar  | Georg Schwarz                         | deutscher Schriftsteller                                                                                        | 88    |       |
| 21. Februar  | John Sherman Cooper                   | US-amerikanischer Politiker                                                                                     | 89    |       |
| 21. Februar  | Margot Fonteyn                        | britische Tänzerin                                                                                              | 71    |       |
| 21. Februar  | Hejar                                 | kurdischer Schriftsteller, Dichter, Linguist und Übersetzer                                                     |       |       |
| 21. Februar  | David Herlihy                         | US-amerikanischer Sozial- und Wirtschaftshistoriker                                                             | 60    |       |
| 21. Februar  | Mordechai Isch Schalom                | israelischer Politiker                                                                                          | 90    |       |
| 21. Februar  | Avelina Landín                        | mexikanische Sängerin                                                                                           | 71    |       |
| 21. Februar  | Nutan                                 | indische Filmschauspielerin                                                                                     | 54    |       |
| 21. Februar  | Mali Trummer                          | deutsche Sopranistin an der Weimarer Staatskapelle                                                              | 89    |       |
| 21. Februar  | Walter Wagner                         | deutscher Jurist                                                                                                | 89    |       |
| 22. Februar  | Ladislav Fialka                       | tschechischer Schauspieler, Pantomime und Regisseur                                                             | 59    |       |
| 22. Februar  | Eric Hosking                          | englischer Fotograf                                                                                             | 81    |       |
| 22. Februar  | Andrés Mejuto                         | spanischer Schauspieler                                                                                         | 86    |       |
| 22. Februar  | Enrique Puelma                        | deutsch-chilenischer Grafiker und Künstler                                                                      | 76    |       |
| 22. Februar  | Richard Reich                         | Schweizer Journalist und Politiker                                                                              | 63    |       |
| 22. Februari | Fons Steuten                          | niederländischer Radrennfahrer                                                                                  | 52    |       |
| 22. Februar  | Heinz Willmann                        | deutscher Politiker (KPD, SED)                                                                                  | 84    |       |
| 22. Februar  | Emil Ziegenmeyer                      | deutscher Jurist                                                                                                | 84    |       |
| 23. Februar  | Kurt Bürger                           | deutscher Futterpflanzenzüchter                                                                                 | 91    |       |
| 23. Februar  | Charles Illingworth                   | britischer Chirurg                                                                                              | 91    |       |
| 23. Februar  | Hans Kubis                            | deutscher Generalleutnant                                                                                       | 66    |       |
| 23. Februar  | Argeliers León                        | kubanischer Musikwissenschaftler, -pädagoge, Folklorist und Komponist                                           | 72    |       |
| 23. Februar  | Leo Thomas Maher                      | US-amerikanischer Geistlicher, römisch-katholischer Bischof von San Diego                                       | 75    |       |
| 23. Februar  | Gösta Persson                         | schwedischer Schwimmer und Wasserballspieler                                                                    | 87    |       |
| 23. Februar  | Kan’ei Uechi                          | japanischer Kampfkünstler                                                                                       | 79    |       |
| 24. Februar  | Georges Capdeville                    | französischer Fußballschiedsrichter                                                                             | 91    |       |
| 24. Februar  | Gustav Jehle                          | liechtensteinischer Politiker (FBP)                                                                             | 82    |       |
| 24. Februar  | Hermann Kunisch                       | deutscher Literaturhistoriker                                                                                   | 89    |       |
| 24. Februar  | Webb Pierce                           | US-amerikanischer Country-Sänger                                                                                | 69    |       |
| 24. Februar  | Héctor Rial                           | argentinisch-spanischer Fußballspieler und -trainer                                                             | 62    |       |
| 24. Februar  | Jean Rogers                           | US-amerikanische Schauspielerin                                                                                 | 74    |       |
| 24. Februar  | Lina Volonghi                         | italienische Schauspielerin                                                                                     | 76    |       |
| 24. Februar  | Hans-Joachim Weise                    | deutscher Regattasegler                                                                                         | 78    |       |
| 24. Februar  | Walther Wünsch                        | österreichischer Musikwissenschaftler, Hochschullehrer, Musikpädagoge, Musikschuldirektor, Geiger und Bratsc... | 82    |       |
| 25. Februar  | John D. Dunning                       | US-amerikanischer Filmeditor                                                                                    | 74    |       |
| 25. Februar  | Sembiin Gontschigsumlaa               | mongolischer Komponist                                                                                          | 76    |       |
| 25. Februar  | Sverre Hansen                         | norwegischer Leichtathlet                                                                                       | 91    |       |
| 25. Februar  | Ernst Krupka                          | deutscher Evangelist der Deutschen Zeltmission                                                                  | 100   |       |
| 25. Februar  | Otto Tibulsky                         | deutscher Fußballspieler                                                                                        | 78    |       |
| 26. Februar  | Bernard W. Burton                     | US-amerikanischer Filmeditor und Filmproduzent                                                                  | 92    |       |
| 26. Februar  | Slim Gaillard                         | US-amerikanischer Jazzsänger                                                                                    | 75    |       |
| 26. Februar  | Günther Neutze                        | deutscher Schauspieler                                                                                          | 69    |       |
| 26. Februar  | Josef Schoiswohl                      | österreichischer katholischer Bischof der Diözese Graz-Seckau                                                   | 90    |       |
| 27. Februar  | Abelardo Arias                        | argentinischer Schriftsteller                                                                                   |       |       |
| 27. Februar  | Martinho da Costa Lopes               | osttimoresischer Bischof und Menschenrechtler                                                                   | 72    |       |
| 27. Februar  | Pranė Dundulienė                      | litauische Ethnologin                                                                                           | 81    |       |
| 27. Februar  | Peter Hürner                          | deutscher Politiker (FDP), MdL                                                                                  | 50    |       |
| 27. Februar  | Leo Katcher                           | US-amerikanischer Journalist, Drehbuchautor und Schriftsteller                                                  | 79    |       |
| 27. Februar  | Wilhelm Kelch                         | deutscher Politiker (SPD)                                                                                       | 85    |       |
| 27. Februar  | Reinhold Renauld von Ungern-Sternberg | deutscher Diplomat                                                                                              | 83    |       |
| 27. Februar  | Robert Widlar                         | US-amerikanischer Elektrotechniker, Pionier der Entwicklung analoger integrierter Schaltkreise (IC)             | 53    |       |
| 27. Februar  | Bernard Willms                        | deutscher Politikwissenschaftler                                                                                | 59    |       |
| 27. Februar  | Hans Zander                           | deutscher Schauspieler und Theaterleiter                                                                        | 54    |       |
| 28. Februar  | Reinhard Bendix                       | deutsch-US-amerikanischer Soziologe                                                                             | 75    |       |
| 28. Februar  | Rolf Hodapp                           | deutscher Balletttänzer                                                                                         | 60    |       |
| 28. Februar  | Wassily Hoeffding                     | US-amerikanischer Statistiker                                                                                   | 76    |       |
| 28. Februar  | Werner Wägelin                        | Schweizer Radrennfahrer                                                                                         | 77    |       |
| Februar      | Hans-Hugo Hartmann                    | deutscher Automobilrennfahrer                                                                                   |       |       |

## März
| Tag      | Name                                  | Beruf, bekannt als                                                                                              | Alter | Beleg |
| -------- | ------------------------------------- | --- | ----- | ----- |
| 1. März  | Eva Altmann                           | deutsche Hochschullehrerin, Gründungsrektorin der Hochschule für Planökonomie (DDR)                             | 87    |       |
| 1. März  | Curt M. Genewein                      | deutscher römisch-katholischer Prälat                                                                           | 69    |       |
| 1. März  | Heinz Hupfer                          | deutscher Schauspieler                                                                                          | 68    |       |
| 1. März  | Eugen Kamber                          | Schweizer Radrennfahrer                                                                                         | 66    |       |
| 1. März  | Edwin Herbert Land                    | US-amerikanischer Physiker                                                                                      | 81    |       |
| 1. März  | Louis Saguer                          | deutsch-französischer Komponist                                                                                 | 83    |       |
| 2. März  | Arthur Attwell                        | britischer Theologe; Bischof von Sodor und Man                                                                  | 70    |       |
| 2. März  | Serge Gainsbourg                      | französischer Chansonnier                                                                                       | 62    |       |
| 2. März  | Hans Meisel                           | deutsch-US-amerikanischer Schriftsteller und Politikwissenschaftler                                             | 90    |       |
| 2. März  | Josef Stalder                         | Schweizer Turner                                                                                                | 72    |       |
| 02. März | Lou Sullivan                          | US-amerikanischer Autor und Aktivist                                                                            | 39    |       |
| 3. März  | Sal Nistico                           | US-amerikanischer Jazzsaxophonist                                                                               | 50    |       |
| 3. März  | William Penney                        | britischer Physiker                                                                                             | 81    |       |
| 3. März  | Antoine Tassy                         | haitianischer Fußballspieler und -trainer                                                                       | 66    |       |
| 4. März  | Elfriede Aulhorn                      | deutsche Ophtalmologin und Hochschullehrerin                                                                    | 68    |       |
| 04. März | Florence Blenkiron                    | britische Motorradrennfahrerin                                                                                  | 86    |       |
| 4. März  | Friedrich Wilhelm Haack               | deutscher Theologe und Sektenkenner                                                                             | 55    |       |
| 4. März  | Eberhard Trumler                      | österreichischer Verhaltensforscher                                                                             | 67    |       |
| 4. März  | Hanns-Joachim Wollstadt               | deutscher Geistlicher, Bischof der Evangelischen Kirche der schlesischen Oberlausitz                            | 62    |       |
| 5. März  | Dieter Binninger                      | deutscher Erfinder                                                                                              |       |       |
| 5. März  | August De Schryver                    | belgischer Politiker                                                                                            | 92    |       |
| 5. März  | Cecil Edwin Hall                      | britisch-US-amerikanischer Biophysiker                                                                          | 78    |       |
| 5. März  | Ian McLellan Hunter                   | britisch-US-amerikanischer Drehbuchautor                                                                        | 75    |       |
| 5. März  | Hilde Rakebrand                       | deutsche Malerin der Neuen Sachlichkeit und Museumsleiterin                                                     | 89    |       |
| 5. März  | Salvo Randone                         | italienischer Schauspieler                                                                                      | 84    |       |
| 5. März  | Helmut Sick                           | deutsch-brasilianischer Ornithologe                                                                             | 81    |       |
| 6. März  | Habib Chatty                          | tunesischer Politiker                                                                                           | 74    |       |
| 6. März  | Hans Jürgen Kallmann                  | deutscher Maler                                                                                                 | 82    |       |
| 6. März  | Walter Kröger                         | deutscher Flugzeugingenieur                                                                                     | 78    |       |
| 6. März  | Horace W. Magoun                      | US-amerikanischer Neurowissenschaftler                                                                          | 83    |       |
| 6. März  | Friedrich-Karl Proehl                 | deutscher Historiker                                                                                            | 70    |       |
| 7. März  | Cläre Behrens                         | deutsche antifaschistische Widerstandskämpferin, Mitglied der Roten Kapelle                                     | 75    |       |
| 7. März  | Franz Dameris                         | deutscher Philosoph und Maler                                                                                   | 88    |       |
| 7. März  | Raymond Joseph Gallagher              | US-amerikanischer Geistlicher, Bischof von Lafayette in Indiana                                                 | 78    |       |
| 7. März  | Al Klink                              | US-amerikanischer Jazz-Saxophonist                                                                              | 75    |       |
| 7. März  | Josef Páleníček                       | tschechischer Pianist                                                                                           | 76    |       |
| 7. März  | Jean Piveteau                         | französischer Paläontologe                                                                                      | 91    |       |
| 7. März  | Werner Salevsky                       | deutscher Motorradrennfahrer                                                                                    | 51    |       |
| 7. März  | Greta Schoon                          | deutsche Lyrikerin                                                                                              | 81    |       |
| 7. März  | Johannes Strelitz                     | deutscher Jurist und Politiker (SPD), MdL                                                                       | 78    |       |
| 7. März  | Bruno Venturini                       | italienischer Fußballtorwart                                                                                    | 79    |       |
| 8. März  | Max Affolter                          | Schweizer Jurist und Politiker                                                                                  | 67    |       |
| 8. März  | Rudolf Allmann                        | deutscher Lehrer und Heimatforscher                                                                             | 89    |       |
| 8. März  | John Bellairs                         | US-amerikanischer Autor                                                                                         | 53    |       |
| 8. März  | Friedrich Buchenau                    | deutscher Brigadegeneral                                                                                        | 76    |       |
| 8. März  | Maria Eisner                          | US-amerikanische Fotografin, Fotoredakteurin und Fotoreporterin                                                 | 82    |       |
| 8. März  | Ludwig Fischer                        | deutscher Rennfahrer                                                                                            | 75    |       |
| 8. März  | Dezider Kardoš                        | slowakischer Komponist                                                                                          | 76    |       |
| 9. März  | Franz Büchner                         | deutscher Pathologe                                                                                             | 96    |       |
| 9. März  | Ely do Amparo                         | brasilianischer Fußballspieler                                                                                  | 69    |       |
| 9. März  | Max Fourny                            | französischer Museumsgründer und Autorennfahrer                                                                 | 86    |       |
| 9. März  | Elisabeth Söderberg                   | österreichisch-schwedische Malerin, Grafikerin und Schriftstellerin                                             | 79    |       |
| 9. März  | Ikenouchi Tomojirō                    | japanischer Komponist und Musikpädagoge                                                                         | 84    |       |
| 9. März  | Fritz Neumark                         | deutscher Finanzwissenschaftler                                                                                 | 90    |       |
| 10. März | Alberte Brun                          | französische Pianistin                                                                                          | 73    |       |
| 10. März | Hans Gewecke                          | deutscher Politiker (NSDAP), MdR, Gebietskommissar im Reichskommissariat Ostland, MdR und NSDAP-Kreisleiter ... | 84    |       |
| 10. März | Walter Henke                          | deutscher Schachkomponist                                                                                       | 86    |       |
| 10. März | Hermann Lulka                         | deutscher Fußballspieler                                                                                        | 55    |       |
| 10. März | Carl Marx                             | deutscher Maler                                                                                                 | 79    |       |
| 10. März | Wolfgang Schumann                     | deutscher Historiker                                                                                            | 65    |       |
| 10. März | Elie Siegmeister                      | US-amerikanischer Komponist und Dirigent                                                                        | 82    |       |
| 10. März | Hans Winterberg                       | deutscher Komponist                                                                                             | 89    |       |
| 11. März | Marc Berthomieu                       | französischer Komponist                                                                                         | 84    |       |
| 11. März | Alice Herdan-Zuckmayer                | deutsche Autorin                                                                                                | 89    |       |
| 11. März | Helmut von Jan                        | deutscher Historiker und Archivar                                                                               | 80    |       |
| 11. März | Maria Reining                         | österreichische Sopranistin                                                                                     | 87    |       |
| 12. März | José Maria Antunes                    | portugiesischer Fußballspieler und -trainer                                                                     | 77    |       |
| 12. März | Emmi Bonhoeffer                       | deutsche Ehefrau des Widerstandskämpfers Klaus Bonhoeffer                                                       | 85    |       |
| 12. März | LeRoy Collins                         | US-amerikanischer Politiker, Gouverneur von Florida                                                             | 82    |       |
| 12. März | Étienne Decroux                       | französischer Theater- und Filmschauspieler, gilt als der Vater der modernen Pantomime                          | 92    |       |
| 12. März | Ragnar Granit                         | finnisch-schwedischer Neurophysiologe und Nobelpreisträger                                                      | 90    |       |
| 12. März | William Heinesen                      | färöischer Dichter                                                                                              | 91    |       |
| 12. März | Nicola Rossi-Lemeni                   | italienischer Opernsänger                                                                                       | 70    |       |
| 12. März | Franz Steininger                      | österreichischer Politiker (SPÖ), Abgeordneter zum Nationalrat                                                  | 68    |       |
| 13. März | Hubert Görg                           | deutscher Politiker (CDU)                                                                                       | 87    |       |
| 13. März | Donald Kaberry, Baron Kaberry of Adel | britischer Politiker, Mitglied des House of Commons, Life Peer                                                  | 83    |       |
| 13. März | Irene Kowaliska                       | polnisch-italienische Malerin, Keramikerin und Textil-Designerin                                                | 85    |       |
| 13. März | Josef Manger                          | deutscher Gewichtheber                                                                                          | 77    |       |
| 13. März | Jimmy McPartland                      | US-amerikanischer Jazz-Musiker und Kornettist                                                                   | 83    |       |
| 13. März | Max Poll                              | belgischer Ichthyologe                                                                                          | 82    |       |
| 13. März | Göran Strindberg                      | schwedischer Kameramann                                                                                         | 74    |       |
| 14. März | Howard Ashman                         | US-amerikanischer Schauspielautor und Film- und Musicaltexter und -produzent                                    | 40    |       |
| 14. März | Willy Niethammer                      | deutscher Politiker                                                                                             | 76    |       |
| 14. März | Doc Pomus                             | US-amerikanischer Sänger und Songwriter                                                                         | 65    |       |
| 14. März | Margery Sharp                         | englische Schriftstellerin                                                                                      | 86    |       |
| 14. März | Kristina Wingård Vareille             | schwedische Romanistin und Literaturwissenschaftlerin                                                           |       |       |
| 15. März | Miodrag Bulatović                     | serbischer Schriftsteller                                                                                       | 61    |       |
| 15. März | Robert Busnel                         | französischer Basketballspieler, Trainer und Funktionär                                                         | 76    |       |
| 15. März | Bud Freeman                           | US-amerikanischer Tenor-Saxophonist                                                                             | 84    |       |
| 15. März | Amadou Hampâté Bâ                     | afrikanischer Schriftsteller und Ethnologe                                                                      |       |       |
| 15. März | Robert Hill                           | britischer Biochemiker                                                                                          | 91    |       |
| 15. März | Stanisław Lorentz                     | polnischer Musikwissenschaftler, Museologe und Kunsthistoriker, Mitglied des Sejm                               | 91    |       |
| 15. März | George Sherman                        | US-amerikanischer Filmregisseur                                                                                 | 82    |       |
| 15. März | Gerd Völs                             | deutscher Ruderer                                                                                               | 81    |       |
| 16. März | James Darcy Freeman                   | australischer Geistlicher, Erzbischof von Sydney und Kardinal der römisch-katholischen Kirche                   | 83    |       |
| 16. März | Hans Herke                            | österreichischer Politiker (SPÖ), Landtagsabgeordneter, Abgeordneter zum Nationalrat, Mitglied des Bundesrates  | 88    |       |
| 16. März | Trude Herr                            | deutsche Schauspielerin                                                                                         | 63    |       |
| 16. März | Konrad Kraemer                        | deutscher Politiker (CDU)                                                                                       | 64    |       |
| 16. März | Walter Georg Kühne                    | deutscher Paläontologe                                                                                          | 80    |       |
| 16. März | Richard Limpert                       | deutscher Schriftsteller                                                                                        | 68    |       |
| 16. März | Soja Mironowa                         | sowjetische Metallurgin und Diplomatin                                                                          | 79    |       |
| 16. März | Herman van Roijen                     | niederländischer Politiker und Diplomat                                                                         | 85    |       |
| 16. März | Ferdinand Schrottenbach               | österreichischer Polizeibeamter                                                                                 | 33    |       |
| 16. März | Heinrich Schubkegel                   | deutscher Pädagoge und Generalschulinspektor im rumänischen Ministerium für Unterricht und Kultur               | 52    |       |
| 16. März | Katharina Seifried                    | deutsche Politikerin (KPD)                                                                                      | 86    |       |
| 16. März | Armas Wahlstedt                       | finnischer Leichtathlet                                                                                         | 85    |       |
| 17. März | Christa Böhme                         | deutsche Malerin                                                                                                | 50    |       |
| 17. März | Tino Dani                             | ungarischer Sänger                                                                                              | 91    |       |
| 17. März | Fritz Ettengruber                     | deutscher Kommunalpolitiker (CSU)                                                                               | 51    |       |
| 17. März | Peter Gordon                          | neuseeländischer Politiker (National Party)                                                                     | 69    |       |
| 17. März | Václav Hanuš                          | tschechoslowakischer Kameramann                                                                                 | 80    |       |
| 17. März | Jessica Keen                          | US-amerikanisches Mordopfer                                                                                     | 15    |       |
| 17. März | Johann Neuner                         | deutscher Landwirt und Politiker (CSU), Bürgermeister und MdL Bayern                                            | 76    |       |
| 18. März | Vilma Bánky                           | ungarische Schauspielerin                                                                                       | 93    |       |
| 18. März | Aladár Bitskey                        | ungarischer Schwimmer, Schwimmtrainer und Wasserballspieler                                                     | 85    |       |
| 18. März | Helmut Lamparter                      | deutscher evangelischer Theologe                                                                                | 78    |       |
| 18. März | Herbert Sandberg                      | deutscher Grafiker und Karikaturist                                                                             | 82    |       |
| 18. März | Henry Tröndle                         | deutscher Radsportler                                                                                           | 85    |       |
| 19. März | Ruy Furtado                           | portugiesischer Schauspieler                                                                                    | 71    |       |
| 19. März | Bruno Kessler                         | italienischer Politiker, Mitglied der Camera dei deputati                                                       | 67    |       |
| 19. März | Ursula von Manescul                   | deutsche Schauspielerin und Rundfunkmoderatorin                                                                 | 59    |       |
| 20. März | Billy Butler                          | US-amerikanischer Jazzmusiker                                                                                   | 65    |       |
| 20. März | George Friedrichs                     | US-amerikanischer Segler                                                                                        | 51    |       |
| 20. März | George W. Grider                      | US-amerikanischer Politiker                                                                                     | 78    |       |
| 20. März | David Marshall Lang                   | britischer Historiker                                                                                           | 66    |       |
| 21. März | Ewan Cameron                          | schottischer Chirurg                                                                                            | 68    |       |
| 21. März | Vedat Dalokay                         | türkischer Politiker und Architekt                                                                              | 63    |       |
| 21. März | Leo Fender                            | US-amerikanischer Instrumentenbauer                                                                             | 81    |       |
| 21. März | Christoph Hinz                        | deutscher evangelischer Theologe und Propst                                                                     | 63    |       |
| 21. März | Georg Wolfgang Höfs                   | deutscher Hautarzt                                                                                              | 78    |       |
| 21. März | Hermann Leitherer                     | deutscher Bildhauer                                                                                             | 72    |       |
| 21. März | John Pelham, 7. Earl of Yarborough    | britischer Adeliger und Politiker                                                                               | 70    |       |
| 21. März | Wilhelm Zobl                          | österreichischer Komponist, Musikkritiker, Übersetzer                                                           | 41    |       |
| 22. März | Léon Balcer                           | kanadischer Rechtsanwalt und Politiker                                                                          | 73    |       |
| 22. März | Gloria Holden                         | britisch-US-amerikanische Schauspielerin                                                                        | 87    |       |
| 22. März | Albert Rains                          | US-amerikanischer Politiker                                                                                     | 89    |       |
| 23. März | Rennie Montague Bere                  | britischer Bergsteiger, Naturforscher und Naturschützer                                                         | 83    |       |
| 23. März | Herbert Caro                          | deutscher Rechtsanwalt, Übersetzer und Tischtennisspieler                                                       | 84    |       |
| 23. März | Romolo Esposito                       | Schweizer Maler, Zeichner, Grafiker, Chefredaktor und Werbefachmann                                             | 77    |       |
| 23. März | Josef Friedrich Remberg               | deutscher General                                                                                               | 72    |       |
| 23. März | Mona Maris                            | argentinische Filmschauspielerin                                                                                | 87    |       |
| 23. März | Neta Snook                            | US-amerikanische Flugpionierin                                                                                  | 95    |       |
| 23. März | Innozenz Stangl                       | deutscher Turner                                                                                                | 80    |       |
| 23. März | Georgi Pawlowitsch Timtschenko        | sowjetischer Konteradmiral                                                                                      | 78    |       |
| 23. März | Lars-Erik Wolfbrandt                  | schwedischer Leichtathlet                                                                                       | 62    |       |
| 24. März | Elisaweta Bagrjana                    | bulgarische Schriftstellerin                                                                                    | 97    |       |
| 24. März | Kurt Gottschaldt                      | deutscher Psychologe, Vertreter der Gestaltpsychologie und Hochschullehrer                                      | 88    |       |
| 24. März | John Robert Kerr                      | australischer Politiker, Generalgouverneur Australiens                                                          | 76    |       |
| 24. März | John Montague                         | kanadischer Geiger und Musikpädagoge                                                                            | 79    |       |
| 24. März | Piero Polano                          | italienischer Radrennfahrer                                                                                     | 86    |       |
| 24. März | Werner Schnoor                        | deutscher evangelischer Theologe                                                                                | 81    |       |
| 24. März | Adrie Zwartepoorte                    | niederländischer Radrennfahrer                                                                                  | 74    |       |
| 25. März | Rusty Bryant                          | US-amerikanischer Jazzmusiker                                                                                   | 61    |       |
| 25. März | Robert Duis                           | deutsch-kanadischer Basketballspieler                                                                           | 77    |       |
| 25. März | Pierre Goursat                        | französischer Gründer der katholischen Gemeinschaft Emmanuel                                                    | 76    |       |
| 25. März | Hashimoto Meiji                       | japanischer Maler                                                                                               | 86    |       |
| 25. März | Eileen Joyce                          | australische Pianistin                                                                                          | 79    |       |
| 25. März | Marcel Lefebvre                       | katholischer Theologe und Kirchenpolitiker                                                                      | 85    |       |
| 25. März | Wolfgang Müller-Wiener                | deutscher Bauforscher                                                                                           | 67    |       |
| 25. März | Gerónimo Pellerano                    | dominikanischer Sänger                                                                                          | 63    |       |
| 25. März | Edwin Rolf                            | deutsch-österreichischer Ingenieur, Hobbyastronom und Konstrukteur von Teleskopen                               | 92    |       |
| 26. März | Herbert Dörner                        | deutscher Fußballspieler                                                                                        | 60    |       |
| 26. März | Riccardo Fellini                      | italienischer Schauspieler und Filmregisseur                                                                    | 69    |       |
| 26. März | Paul Gayten                           | US-amerikanischer R&B-Pianist und Songwriter                                                                    | 71    |       |
| 26. März | Angus Charles Graham                  | britischer Sinologe, Philosoph und Philosophiehistoriker                                                        | 71    |       |
| 26. März | Douglas Herland                       | US-amerikanischer Ruderer                                                                                       | 39    |       |
| 26. März | William Grant Inglis                  | schottischer Parasitologe                                                                                       |       |       |
| 26. März | Lawrence Bayard Kiddle                | US-amerikanischer Romanist und Hispanist                                                                        | 83    |       |
| 26. März | Jupp Schmitz                          | deutscher Unterhaltungskünstler, Schlager- und Krätzchensänger                                                  | 90    |       |
| 26. März | Hans-Günther Simon                    | deutscher Althistoriker und Provinzialrömischer Archäologe                                                      | 65    |       |
| 27. März | Jack Davis                            | kanadischer Politiker                                                                                           | 74    |       |
| 27. März | Heinrich Gerlach                      | deutscher Autor                                                                                                 | 82    |       |
| 27. März | Helmut Kronsbein                      | deutscher Fußballspieler und -trainer                                                                           | 76    |       |
| 27. März | Andreas Lippl                         | bayerischer Regisseur und Redakteur beim Bayerischen Rundfunk                                                   | 53    |       |
| 27. März | Aldo Ray                              | US-amerikanischer Schauspieler                                                                                  | 64    |       |
| 28. März | Dánjal Pauli Danielsen                | färöischer Jurist, Schriftsteller und Politiker                                                                 | 78    |       |
| 28. März | Józef Grundmann                       | polnischer Radrennfahrer                                                                                        | 57    |       |
| 28. März | Tilla Hohmann                         | deutsche Schauspielerin                                                                                         | 92    |       |
| 28. März | Maude Hutchins                        | US-amerikanische Schriftstellerin                                                                               |       |       |
| 28. März | Fritz Kaufmann                        | austroamerikanischer Journalist                                                                                 | 94    |       |
| 28. März | Livia de Stefani                      | italienische Schriftstellerin                                                                                   | 77    |       |
| 29. März | Karl Aletter                          | deutscher Ruderer und Mediziner                                                                                 | 84    |       |
| 29. März | Lee Atwater                           | US-amerikanischer Politikberater und -stratege                                                                  | 40    |       |
| 29. März | Heimo Gastager                        | österreichischer Reformpsychiater                                                                               | 65    |       |
| 29. März | Mikaela                               | spanische Schauspielerin und Sängerin (Geburtsname Micaela Rodríguez Cuesta)                                    | 55    |       |
| 29. März | Hans Stark                            | deutscher SS-Unterscharführer                                                                                   | 69    |       |
| 29. März | John Stradling Thomas                 | britischer Politiker (Conservative Party)                                                                       | 65    |       |
| 30. März | Paul Dyllick                          | deutscher Politiker (CDU), MdA                                                                                  | 82    |       |
| 30. März | Hans Ehlich                           | deutscher Arzt und SS-Standartenführer                                                                          | 89    |       |
| 30. März | Jan Willem Hofstra                    | niederländischer Schriftsteller, Dichter, Journalist, Sänger, Schauspieler und Übersetzer                       | 83    |       |
| 30. März | Günther Jochems                       | deutscher Eishockeyspieler                                                                                      | 62    |       |
| 30. März | Marius Lampert                        | Schweizer Politiker (CVP)                                                                                       | 89    |       |
| 30. März | Hertha Sieverts-Doreck                | deutsche Paläontologin                                                                                          | 91    |       |
| 31. März | Emilian Bratu                         | rumänischer Chemieingenieur                                                                                     | 86    |       |
| 31. März | John Carter                           | US-amerikanischer Jazz-Musiker                                                                                  | 61    |       |
| 31. März | Karl Leon Du Moulin-Eckart            | deutscher SA-Führer                                                                                             | 91    |       |
| 31. März | Arnold Walter Lawrence                | britischer Klassischer Archäologe                                                                               | 90    |       |
| März     | Fred Harthaus                         | deutscher Fußballspieler und Fußballtrainer                                                                     | 82    |       |
| März     | Franz Kiechle                         | deutscher Althistoriker                                                                                         | 59    |       |
| März     | Karl Schubert                         | deutscher Schwimmer                                                                                             | 82    |       |
| März     | Stanley Weiner                        | US-amerikanischer Komponist                                                                                     | 66    |       |